# Piazza della Vittoria (Palermo)
Piazza Vittoria è un'antica piazza di Palermo. Prende il nome dalla vittoriosa rivolta dei palermitani del 1820 contro i regnanti Borboni.

## Struttura
La piazza ha una forma quasi perfettamente quadrata, delimitata dal Corso Vittorio Emanuele da una parte, via del Bastione dell'altra, dal terzo lato da piazza del Parlamento, mentre l'ultimo lato è delimitato da palazzi. All'interno della piazza è presente un ampio giardino chiamato Villa Bonanno.

## Posizione
La piazza si trova all'interno del centro storico cittadino nel quartiere denominato Albergheria o mandamento Palazzo Reale prospiciente alla strada più antica della città, il Cassaro.
Adiacente è la piazza di San Giovanni decollato su cui affaccia Palazzo Sclafani.

## Monumenti

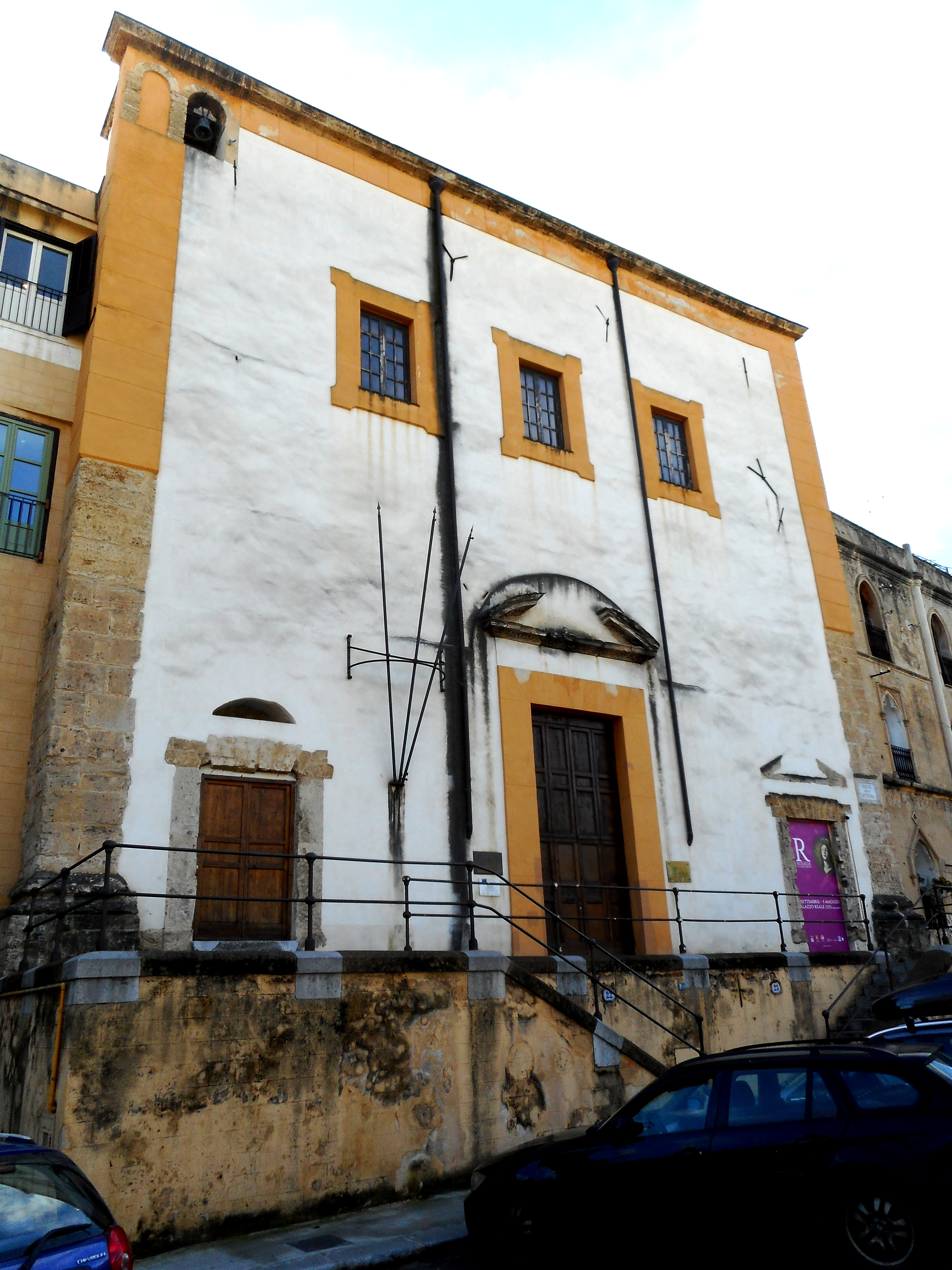
Chiesa dei Santi Elena e Costantino

Attorno alla piazza e all'interno di essa troviamo molti monumenti, in particolare:
- Villa Bonanno
- La casa del custode in stile liberty
- Pavimentazioni mosaicate di case di epoca romana
- Palazzo Arcivescovile
- Chiesa e oratorio dei Santi Elena e Costantino
- Ex monastero di S. Demetrio, oggi sede della Questura.
- Cappella della Madonna della Soledad della distrutta Chiesa di San Demetrio
- Ex Seminariun Clericorum (Seminario Arcivescovile) oggi sede della Pontificia facoltà teologica di Sicilia "San Giovanni Evangelista".
- Palazzo ex Ministeri

Attigua alla piazza vi è piazza del Parlamento con Palazzo dei Normanni, Porta Nuova il Gruppo marmoreo con Filippo V dei primi anni del XVII secolo e l'ex ospedale di San Giacomo dei Militari, oggi parte delle Caserme Dalla Chiesa-Calatafimi.